# Partidul Democrat
Partidul Democrat  (PD), "Demokratiska partiet", var ett center-högerparti i Rumänien, med rötterna i den Nationella räddningsfronten (NSF) som bildats den 6 februari 1990.
2008 slogs partiet ihop med Partidul Liberal Democrat (PLD) till Liberaldemokratiska partiet (PD-L), som är det nuvarande regeringspartiet i Rumänien med Emil Boc i spetsen.